# Visconde de Bruges
Visconde de Bruges foi um título criado por decreto de 8 de Dezembro de 1832 de D. Pedro, imperador do Brasil, em nome da rainha D. Maria II, então menor, a favor de Teotónio de Ornelas Bruges Paim da Câmara, um rico terratenente da ilha Terceira, Açores, e dos mais importantes políticos liberais da época.
Usaram este título:
1. Teotónio de Ornelas Bruges Paim da Câmara, 1.º visconde de Bruges[1][2] e depois (1863) 1.º conde da Vila da Praia da Vitória.
2. Jácome de Ornelas Bruges de Ávila Paim da Câmara, 2.º visconde de Bruges e 2.º conde da Vila da Praia da Vitória.[3]
3. Teotónio Octávio de Ornelas Bruges, 3.º visconde de Bruges.